# Сахибаев, Рыхси
Рыхси Сахибаев  ( 22.09.1917, Пишпек — 23.02.1974, Ташкент) — советский узбекский государственный, партийный, хозяйственный  деятель.

## Биография
Родился в 1917 году в Пишпеке. Член КПСС с 1942 года.
С 1941 года — на хозяйственной, общественной и партийной работе. В 1941—1974 гг. — журналист, заведующий агитпропотделом, заместитель главного редактора газеты «Кизил Узбекистон», заместитель директора Института истории партии при ЦК КП Узбекистана, директор Узбекского телеграфного агентства, секретарь Президиума Верховного Совета Узбекской ССР, директор Узбекского информационного агентства при Совете Министров Узбекской ССР.
Избирался депутатом Верховного Совета Узбекской ССР 5-8-го созывов, кандидатом в члены ЦК Компартии Узбекистана.
Умер в Ташкенте в 1974 году.

## Награды
- Ордена Трудового Красного Знамени, Красной звезды, "Знак Почета" (4).